# Rune Jonsson (fotograf)
Rune Jonsson, född 1932, död 2010, var en svensk fotograf.
Jonsson var redaktör för Fotografisk årsbok mellan 1967 och 1970, och var från 1980-talet en produktiv fotoskribent och föreläsare. Bland hans skrifter märks klassikern Fotografera i svartvitt (1964) och fotografpresentationerna Hans Hammarskiöld (1979) och Hans Malmberg (1989).